# Fortaleza de São Francisco Xavier da Ilha de Villegagnon

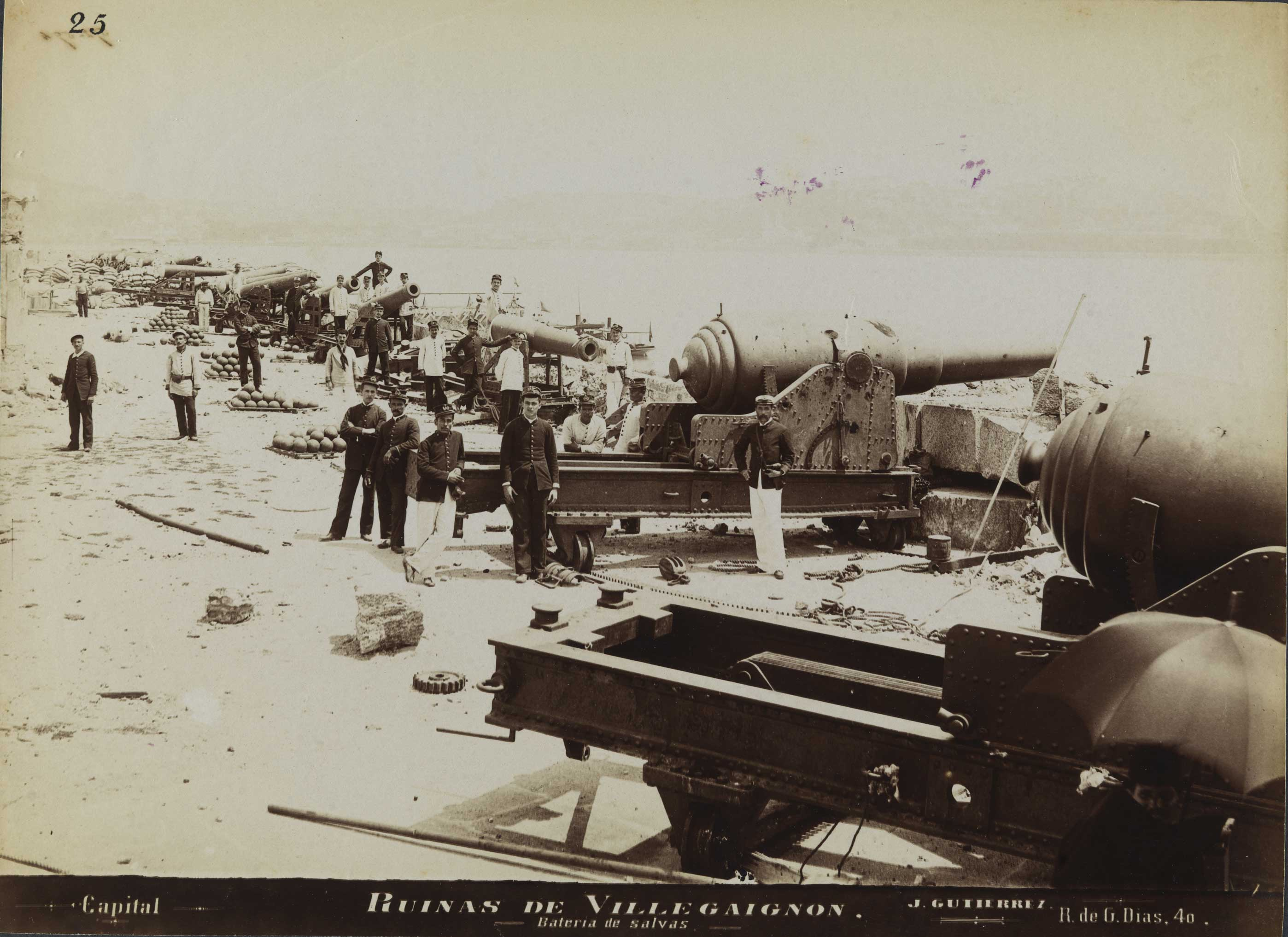
Fortaleza de Villegagnon, Rio de Janeiro: peças de artilharia (1898).

A Fortaleza de São Francisco Xavier da ilha de Villegagnon, também denominada como Fortaleza de Nossa Senhora da Conceição de Villegagnon, localizava-se no interior da baía de Guanabara, na antiga ilha de Serigipe, atual ilha de Villegagnon, cidade e estado brasileiro do Rio de Janeiro.

## História
Na mesma ilha em que os colonos franceses de Nicolas Durand de Villegagnon haviam erigido o Forte Coligny (1555), arrasado pelos portugueses na campanha de Fevereiro-Março de 1560 (ver França Antártica), Luís Teixeira assinala o Forte de Vilagalhão ("Mapa da Baía do Rio de Janeiro e a cidade de São Sebastião", c. 1573. Biblioteca Nacional da Ajuda, Lisboa), que pode referir tanto a antiga posição francesa, arrasada em 1560, ou uma nova posição defensiva portuguesa erguida provavelmente sobre os alicerces da anterior. Essa estrutura foi reformada em 1695, por iniciativa do governador da capitania do Rio de Janeiro, Sebastião de Castro Caldas (1695-1697) (BARRETTO, 1958:222). Encontra-se assinalado por Andreas Antonius Horaty ("Rio di Gennaro", c. século XVIII. Museu Histórico Nacional, Rio de Janeiro), como Forte de Villegagnon. Quando da invasão do corsário francês René Duguay-Trouin, em Setembro de 1711, sob o fogo da artilharia dos navios do corsário, o paiol da pólvora desta fortificação foi atingido, e a explosão resultante destruiu a estrutura (SOUZA, 1885:106), que à época encontrava-se artilhada com vinte peças de diferentes calibres. A estrutura deve ter sido recuperada ou mantida operacional, pois consta em planta de 1730 ("Planta do Forte do Villegagnon na enseada do Rio de Janeiro"", 1730. Arquivo Histórico Ultramarino, Lisboa) (IRIA, 1966:75).
Uma nova fortificação, de maiores dimensões, foi iniciada em 1761 por determinação do governador do Rio de Janeiro, Gomes Freire de Andrade (1733-1763), sob a invocação de São Francisco Xavier. Para comportá-la, foi demolido o morro das Palmeiras, sendo empregue nos trabalhos da fortaleza a mão-de-obra de cinquenta quilombolas capturados no sertão de Goiás (SOUZA, 1885:107; GARRIDO, 1940:115). Novas obras foram propostas pelo Brigadeiro Engenheiro Jacques Funck ("Planta das obras novamente propostas ao Forte do Vilagalhão", c. 1767. AHU, Lisboa) (IRIA, 1966:77). O "Relatório do Marquês de Lavradio, Vice-Rei do Rio de Janeiro, entregando o Governo a Luiz de Vasconcellos e Souza, que o sucedeu no vice-reinado", datado do Rio de Janeiro em 19 de Junho de 1779, informa:
"Ao mesmo tempo passei a fortificar a ilha de Villegagnon, aonde não havia mais que um pequeno e mal construído reduto, dentro do qual não se tinha feito lugar para recolher quatro barris de pólvora: esta estava em um mau telheiro da ilha, fora dos muros do reduto; ali estavam também uma casas de pau-a-pique e telha vã, que servia de armazém para recolher as munições e de quartéis para a tropa, as quais ainda V. Exa. as verá, observando que os que estão melhor construídos são os que eu fiz de novo, para poderem servir enquanto não se acabaram os da fortaleza. Era aquela ilha cheia de serras com bastante altura, umas de pedra, outras de piçarro, e algumas de terra, as quais encobriam a maior parte das praias da ilha que ficavam da banda da terra, de sorte que o inimigo podia desembarcar, sem que do reduto se lhe pudesse fazer dano, e fazer-se senhor de todos os armazéns, quartéis e munições, sem ser praticável nenhuma resistência, o que bastaria para se entregar o reduto, sem custar aos inimigos o trabalho de um tiro de espingarda. Mandei arrasar todas aquelas serras, puxei a fortaleza aquela extensão e regularidade que devera ter, construí dentro dela os quartéis e armazéns, corpos de guarda, depósito de pólvora, e tudo o mais de que ela precisava; separei a fortaleza por um fosso, ou abertura que lhe fiz; este ainda não se acha de todo concluído, assim como a cisterna, em que atualmente se trabalha. Esta mesma fortaleza ainda precisa do benefício de V. Exa., porque os parapeitos não estão acabados, e falta-lhe algumas outras pequenas coisas, que dentro em muito breve se podem concluir." (p. 426-427) (RIHGB, Tomo IV, 1842. p. 409-486)
A inscrição epigráfica sobre o portão indica que a nova estrutura foi colocada sob a invocação de Nossa Senhora da Conceição:
"FORTALEZA DE N. SNRa
da Conceicam do Vilagalhon
PRINCIPIADA EM 1775 REINAN
do o S D Ioze I° sendo Vice Rey e Capitam Gna de Mar
e Terra dos Estados do Brazil o Illustrissimo e Exse
lentissimo S D Luiz de Almeida Portugal 2° Marquez
de Lavradio do Cons° de S Mge e Tene Gna de seus Exerci
tos Concelheiro de Guerra"
No contexto da Devassa sobre a Inconfidência Mineira (1789-1792), ao calabouço da Fortaleza de Villegagnon foi recolhido José Álvares Maciel (Bacharel em Filosofia Natural, hoje Engenharia de Minas e Metalurgia), posteriormente degredado para o interior de Angola (JARDIM, 1989:147).
Durante as agitações do Período Regencial (1831-1840), juntamente com a Fortaleza de São José da Ilha das Cobras foi palco da sedição do Major Miguel de Frias e Vasconcelos, que sublevando a guarnição (3 de Abril de 1832) e os detentos, fez prender o seu comandante. Investindo em seguida sobre a Fortaleza de Santa Cruz da Barra, sublevou também esta guarnição, de onde retirou uma peça de artilharia com que desembarcou na praia de Botafogo. Acompanhado de pessoas que aderiram ao movimento, alcançou o Campo de Santana, onde políticos o aguardavam para uma proclamação da República. Cercado pelas tropas de Francisco de Lima e Silva, pai do futuro Duque de Caxias, que sufocou o movimento, o Major Frias foi detido nos calabouços da ilha de Villegagnon (GARRIDO, 1940:115).

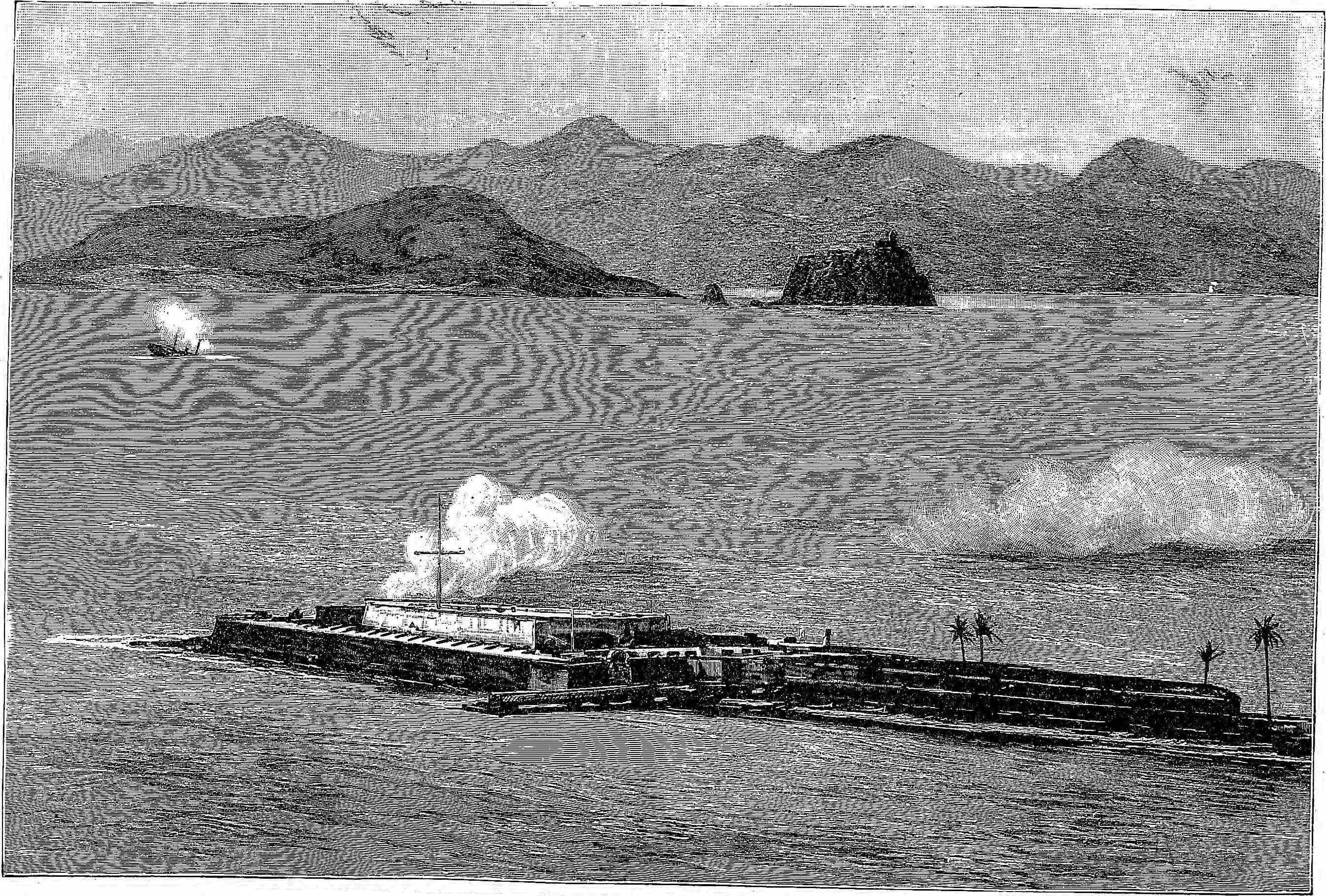
O Forte de Villegaignon, em posse das forças rebeldes durante a Revolta da Armada. A embarcação afundando é o monitor Javary.

O mesmo autor refere que em 1838, a fortaleza encontrava-se guarnecida por um Major, dois 2º Tenentes, um Alferes, um Capelão e 303 praças, estando artilhada com trinta e quatro peças de diferentes calibres (op. cit., p. 115). Foi transferida para o Ministério da Marinha (1863), sendo guarnecida pelo Corpo de Imperiais Marinheiros (1880), quando sua artilharia era composta de cinquenta e quatro peças (SOUZA:1885:107). Foi reformada em 1883 (BARRETTO, 1958:223).
No contexto da Revolta da Armada (1893-1894), aderiu aos revoltosos a 9 de Outubro, trocando tiros quase que diariamente com a Fortaleza de Santa Cruz, o Forte da Laje, o Forte do Pico e o Forte de Gragoatá. Na madrugada de 1 de Dezembro de 1893, trocou tiros com o Encouraçado Aquidabã e o Cruzador auxiliar Esperança, quando o primeiro atraía o fogo da fortaleza para proteger a saída do segundo pela barra. Severamente danificada, foi transferida para o Ministério da Guerra (Decreto 1.697 de 25 de Abril de 1894), e devolvida ao Ministério da Marinha (Decreto 1.939, de 15 de Janeiro de 1895). Procedidos os reparos de que carecia, nela continuou aquartelado o agora denominado Corpo de Marinheiros Nacionais até que, sendo Ministro da Marinha o Almirante Protógenes Pereira Guimarães, determinou-se erguer sobre as suas muralhas as novas instalações da Escola Naval, inauguradas a 11 de Junho de 1938 (GARRIDO, 1940:116).